# Kostel svatého Jana Křtitele (Dolní Lutyně)
Kostel svatého Jana Křtitele v obci Dolní Lutyně (okres Karviná) je barokní farní kostel, postavený v letech 1740-1746 na místě staršího dřevěného kostelíka, je kulturní památka České republiky.

## Historie
První písemná zmínka o v obci Dolní Lutyně pochází z roku 1305 kde je nazývána jako Luthina. Původní kostel byl dřevěný postavený před rokem 1365. V letech 1740–1746 byl postaven nový kostel v barokním slohu hrabětem Mikulášem Taafem. Dřevěné trámy kostelíka byly použity při stavbě stropů zámku, při dendrochronologickému průzkumu byly datovány do období konce 16. století. Nový kostel byl žehnán v roce 1746 a vysvěcen 9. září 1759 vratislavským biskupem hrabětem Schaffgotschem.
Kostel sv. Jana Křtitele je obklopen hřbitovem a ohradní kamennou zdí.
V roce 2009 byla provedena úprava odvodňovacího systému a stabilizace svahu. Peněžní prostředky ve výši 9 690 477 Kč byly čerpány z fondů Evropské unie. Práce provedla firma G-Consult, spol. s r. o.
Kostel svatého Jana Křtitele patří Římskokatolické farnosti Dolní Lutyně, Děkanát Karviná.

## Popis
Jednolodní orientovaná podélná zděná stavba s bočními kaplemi. Osově ze západního průčelí rizalitově vystupuje hranolová věž se zvonovou střechou. Na sedlové střeše lodi je sanktusník. Široké kněžiště je zakončeno užší mělkou apsidou se sakristií na východní straně a kruchtou na straně západní, přístupnou vřetenovým schodištěm v podvěží. Po stranách apsidy sledují chodbovité vedlejší předsíně půdorys závěru a ústí do bočních kaplí s patrovými oratořemi. Hlavní loď s křížovými klenbami, čelní strana kruchty, parapety oratoří a boční konchy jsou zdobeny bohatým štukovým dekorem s motivy rostlinných rozvilin a rokajů. V interiéru jsou dále klenby křížové s vytaženými hřebínky a valené; sakristie, boční předsíně a hlavní předsíň v přízemí věže stejně jako podkruchtí jsou plochostropé. Fasáda je jednoduchá členěná lizénovými rámy a profilovanou korunní římsou. Ve fasádě lodi jsou prolomena menší kasulová okna s mírně stlačeným záklenkem, vchody jsou obdélné. Sakristie a vedlejší předsíně mají okna a vchody s půlkruhovým záklenkem v jednoduché šambráně. 

### Zvony
Ve věži jsou zavěšeny čtyři zvony. Nejstarší zvon z roku 1447 pochází z původního dřevěného kostela. Po rekvírování zvonů pro válečné účely v době první a druhé světové války byly nahrazeny třemi novodobými zvony. V roce 2012 byl opraveny věžní hodiny a zvony osazeny elektromagnetickými kladivy, které jsou naprogramovány na melodii zvonů londýnského Westminsteru. V roce 2012 byly opraveny žaluzie oken ve zvonovém patře.

### Varhany
Varhany byly vyrobeny v dílně varhanáře Karla Neussera (1844–1925) z Nového Jičína.